# Landouzy-la-Cour
Landouzy-la-Cour es una comuna francesa situada en el departamento de Aisne, de la región de Alta Francia.

## Geografía
Está ubicada a 5 km al este de Vervins.

## Demografía
| 250 | 219 | 187 | 169 | 194 | 173 | 154 | 188 |
| Para los censos de 1962 a 1999 la población legal corresponde a la población sin duplicidades (Fuente: INSEE [Consultar]) |     |     |     |     |     |     |     |